# Miroslav Karhan
Miroslav Karhan (født 21. juni 1976 i Hlohovec, Tjekkoslovakiet) er en tidligere slovakisk fodboldspiller, der spillede som defensiv midtbanespiller. Han nåede igennem karrieren at optræde for klubber som Spartak Trnava i sit hjemland, spanske Real Betis, tyrkiske Beşiktaş JK samt for  Bundesliga-klubberne, VfL Wolfsburg og Mainz 05.
I 2002 blev Karhan kåret til Årets Fodboldspiller i Slovakiet.

## Landshold
Karhan nåede i sin tid som landsholdsspiller (1995-2011) at spille hele 107 kampe og score 14 mål for Slovakiets landshold, hvilket giver han nationens landskampsrekord. Han debuterede for sit land helt tilbage i 1995, men måtte vente helt til VM i 2010, før han var med til at kvalificere holdet til en slutrunde. På grund af en skade deltog kom han dog ikke til at deltage i selve slutrunden.